# Kostel svatého Pavla (Pouchov)
Kostel svatého Pavla je římskokatolický kostel v Hradci Králové, části města Pouchov. V roce 1964 byl zapsán do seznamu kulturních památek.

## Historie
Roku 1778 byl kvůli stavbě hradecké pevnosti zbořen kostel svatého Pavla na Slezském Předměstí. Jako náhrada za něj začal být 2. května 1780 stavěn kostel na Pouchově. Stavba, kterou stavěl Jan Kurz, se protáhla kvůli tureckým válkám. 29. června 1781 tak děkan a kanovník Moritz Klier vysvětil pouze nedostavěnou část kostela.
Roku 1784 byl kostel povýšen na farní a v roce 1787 zde byl usazen první farář, Jan Dvorský. Roku 1794 byla postavena kamenná fara se šindelovou střechou. V dostavbě kostela pod vedením hostinského Jana Richtera se pokračovalo až roku 1832, kdy byla dostavěna věž a celé západní průčelí. O rok později byla dostavba dokončena a vysvěcena o třetí neděli adventní. 26. května 1840 byly na věž vytaženy zvony svatého Petra a Pavla a svatého Antonína.
Během první světové války byly zrekvírovány všechny zvony kromě umíráčku. Roku 1922 bylo do kostela zavedeno elektrické osvětlení díky firmě Antonína Faita. V roce 1925 byly vysvěceny nové zvony, které však vzaly za své během rekvizic v druhé světové válce. V roce 1949 byl do věže kostela pořízen zvon svatý Pavel, k němuž v roce 2011 přibyl další, menší zvon Anežka Česká. V roce 1999 začala generální oprava, která byla zakončena slavnostní mší 9. května 2004. Tu celebroval Dominik Duka, v té době královéhradecký biskup.

## Popis
Kostel je pozdně barokní jednolodní stavba obklopená hřbitovem. Presbytář je čtvercový se sakristií na jižní straně. Nad presbytářem je osmiboký sanktusník s cibulovou kupolí, lucernou a makovicí. Střecha kostela je sedlová a krytá bokovkami. Věž je postavena již v klasicistním slohu a měří 33 m. Zakončuje jí cibulová střecha s osmibokou lucernou a makovicí.
V kostele se nacházejí tři barokní oltáře. Hlavní oltář sv. Pavla je barokní. Také oba postranní oltáře jsou barokní. Oltář sv. Václava byl zakoupen městem Hradcem Králové v roce 1786 ze zrušené kaple sv. Václava v někdejším hradeckém jezuitském semináři a věnoval jej do tohoto kostela. Nový obraz na oltář namaloval v roce 1868 místní malíř Adolf Russ.
Na druhém postranním oltáři se nachází obraz sv. Jana Nepomuckého, který namaloval a kostelu daroval malíř Jan Ludvík Klemens. V roce 1912 byl opraven J. Štanderou z Hradce Králové. Klemens je také autorem obrazu novějšího růžencového oltáře (umístěn na pravé straně lodi).
Nad hlavním oltářem je v omítce namalovaný obraz s unikátní scénou Svatý Pavel na areopágu v Athénách od malíře Josefa Kramolína. Jednomanuálové varhany postavil Emanuel Štěpán Petr v roce 1901.

## Okolí
Kostel obklopuje hřbitov. Poblíž kostela se nachází i pomník padlým v 1. světové válce a pomník Mistra Jana Husa. 

## Zvony
V kostele se nachází čtyři zvony:
- svatý Pavel –⁠ zvon z roku 1949, z První moravské zvonárny, váží 380 kg
- Anežka Česká –⁠ zvon z roku 2011, od R. Pernera z Pasova, váží 260 kg